# Porumbel de scorbură
Porumbelul de scorbură (Columba oenas) este o specie de pasăre din familia Columbidae, porumbeii și turturele. Este larg răspândită în vestul Palearcticii.

## Taxonomie
Porumbelul de scorbură a fost descris oficial pentru prima dată de naturalistul suedez Carl Linnaeus în 1758, în cea de-a zecea ediție a lucrării sale Systema Naturae. El l-a plasat alături de toți ceilalți porumbei în genul Columba și a inventat numele binomial Columba oenas. Numele specific oenas provine din greaca veche oinas care înseamnă „porumbel”.
Sunt recunoscute două subspecii:
- Columba oenas oenas Linnaeus, 1758 – Europa de Vest și Africa de Nord-Vest până în nordul Kazahstanului, sud-vestul Siberiei și nordul Iranului
- Columba oenas yarkandensis Buturlin, 1908 – sud-estul Kazahstanului și Uzbekistanului până în vestul Chinei

## Galerie

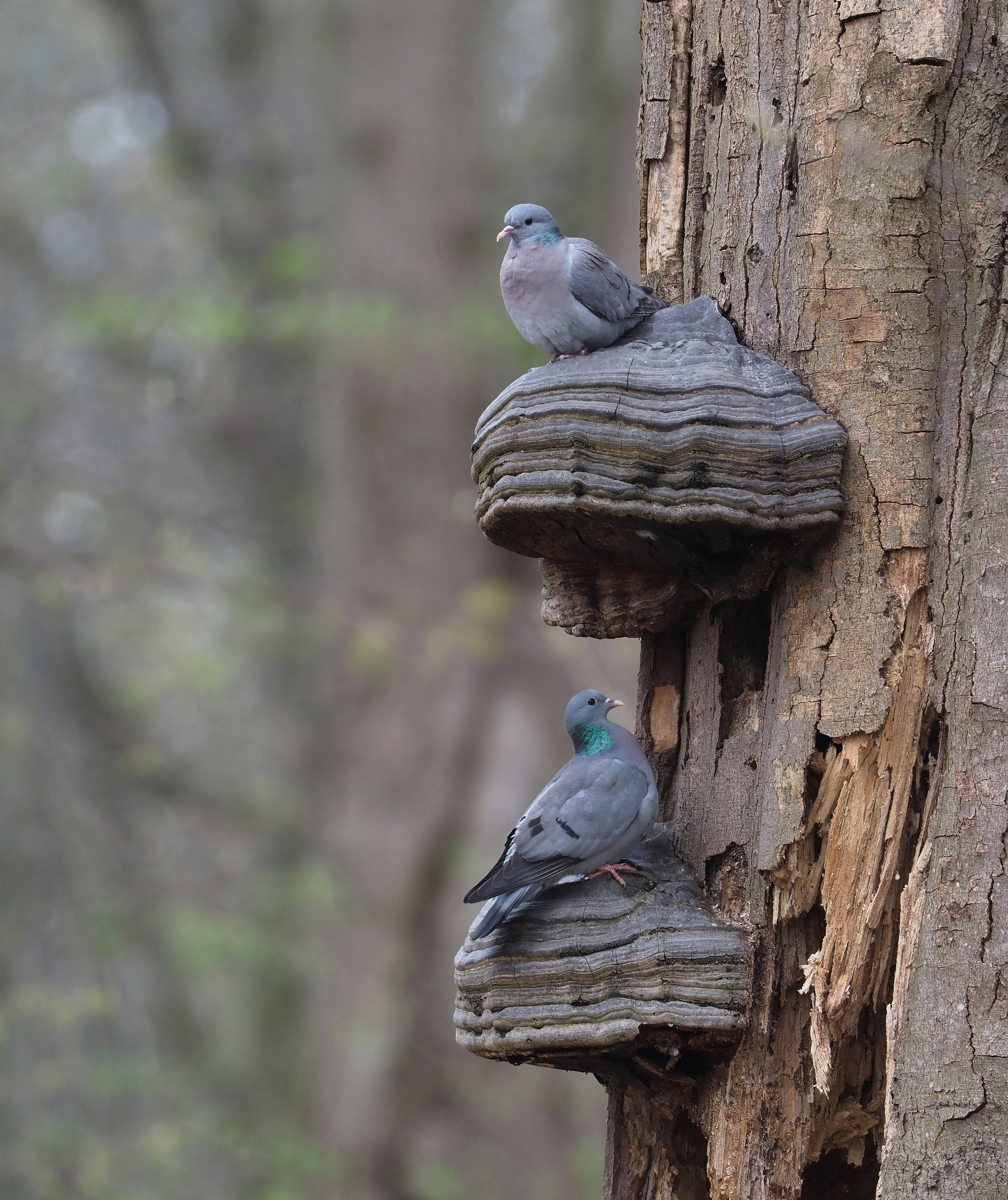
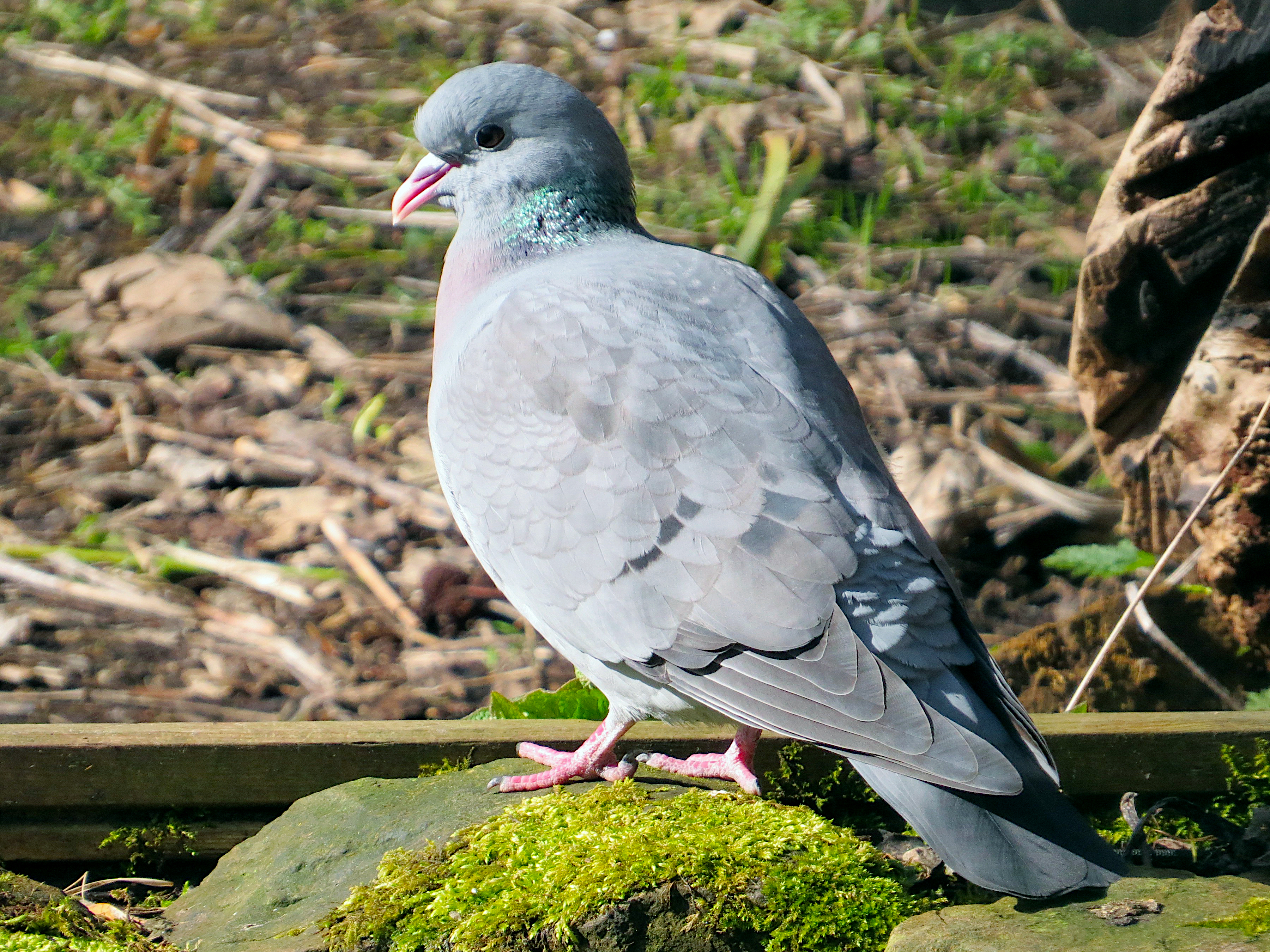
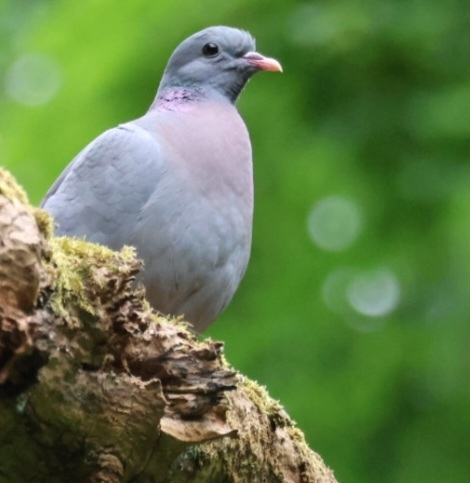
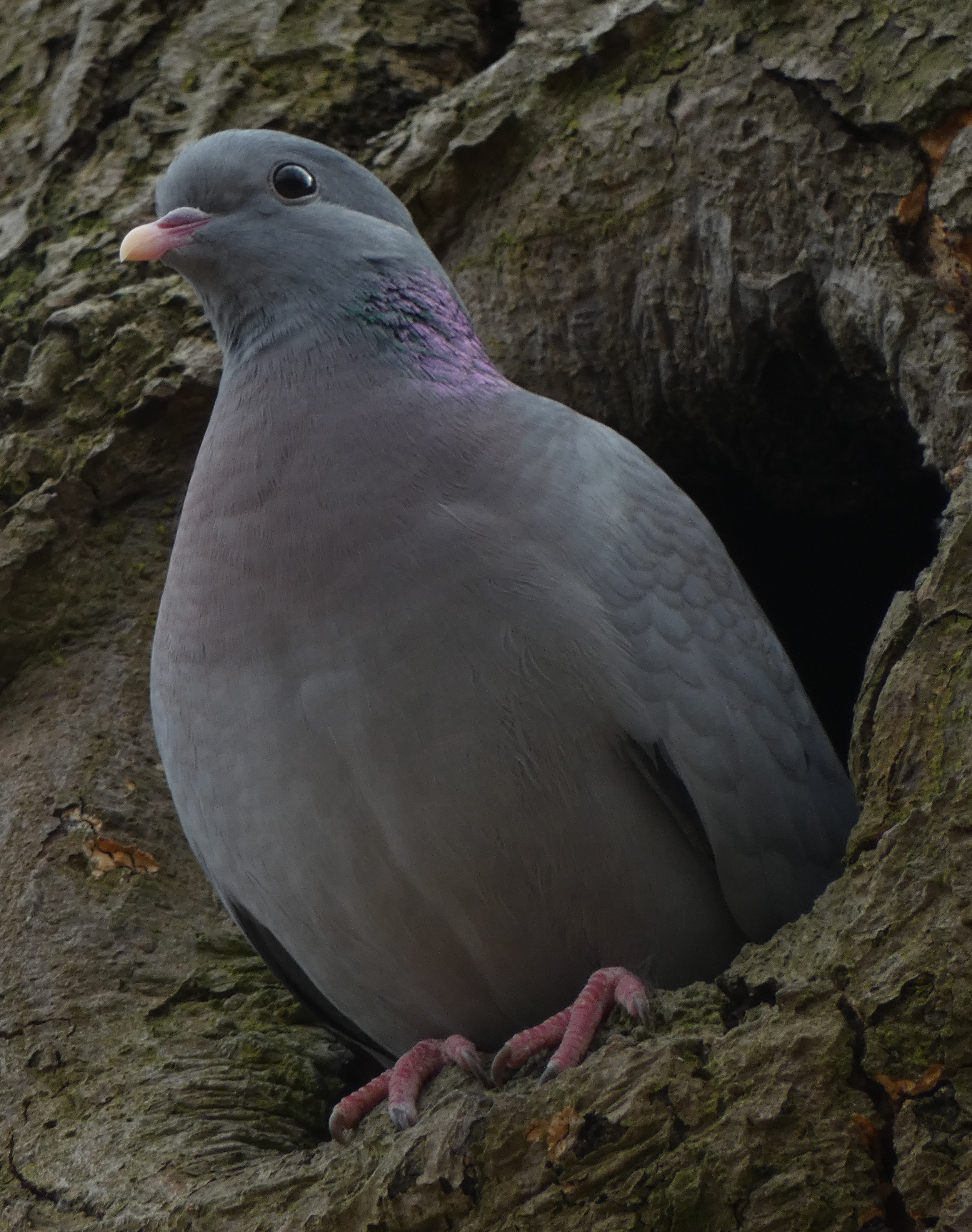